# Mede (Italia)
Mede es una localidad y comune italiana de la provincia de Pavía, región de Lombardía, con 7.052 habitantes.

## Evolución demográfica
| Gráfica de evolución demográfica de Mede entre 1861 y 2001 |
|                                                            |
| Fuente ISTAT - elaboración gráfica de Wikipedia            |